# 千種川
千種川（ちくさがわ）は、兵庫県南西端部を流れる二級水系の本流。「ちぐさがわ」とも呼ばれる。清流で知られ、名水百選に選ばれている。加古川・市川・揖保川・夢前川と並び播磨五川と呼ばれる。水深が浅く流速が速いために川底の石の苔の育成が良く、兵庫県下で屈指のアユ釣り場として知られる。

## 地理
兵庫県宍粟市千種町西河内の江浪峠（中国山地、標高1098m）付近に源を発する。中流域で志文川・佐用川および鞍居川を併せ、上郡町の市街地東部をかすめ、赤穂市東部の坂越を通り赤穂市尾崎と赤穂市中広の境界から播磨灘に注ぐ。

## 歴史
- 1976年（昭和51年）9月10日 - 台風（昭和51年台風第17号）の接近に伴う集中豪雨により氾濫。赤穂市市街地へ濁流が流れ込み、中心部の約一万戸が床下浸水の状態となった[1]。

## 流域の自治体
兵庫県
宍粟市、佐用郡佐用町、赤穂郡上郡町、相生市、赤穂市

## 主な支流
流域の自治体、および括弧内は合流点

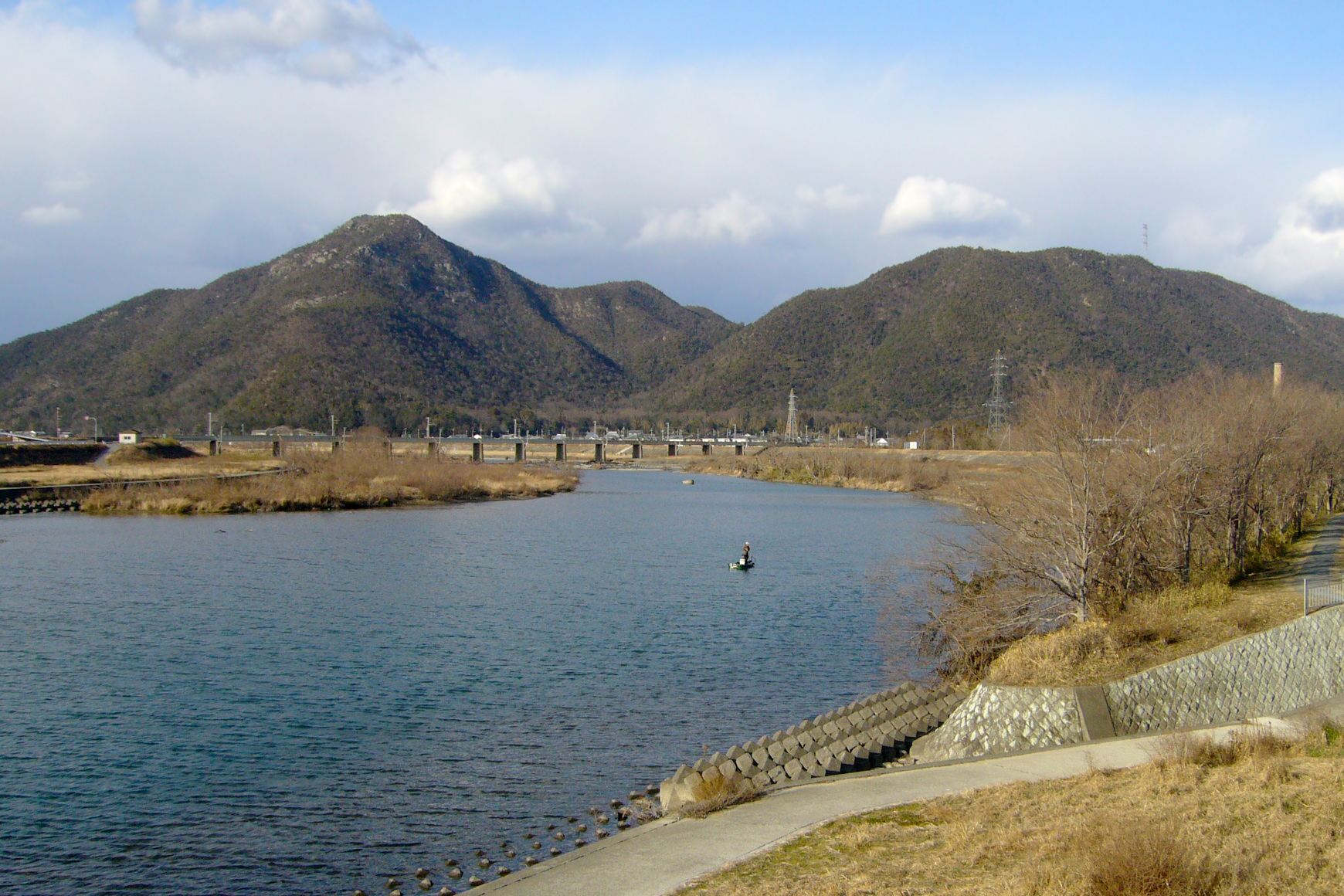
旧坂越橋から北東を望む（赤穂市坂越）

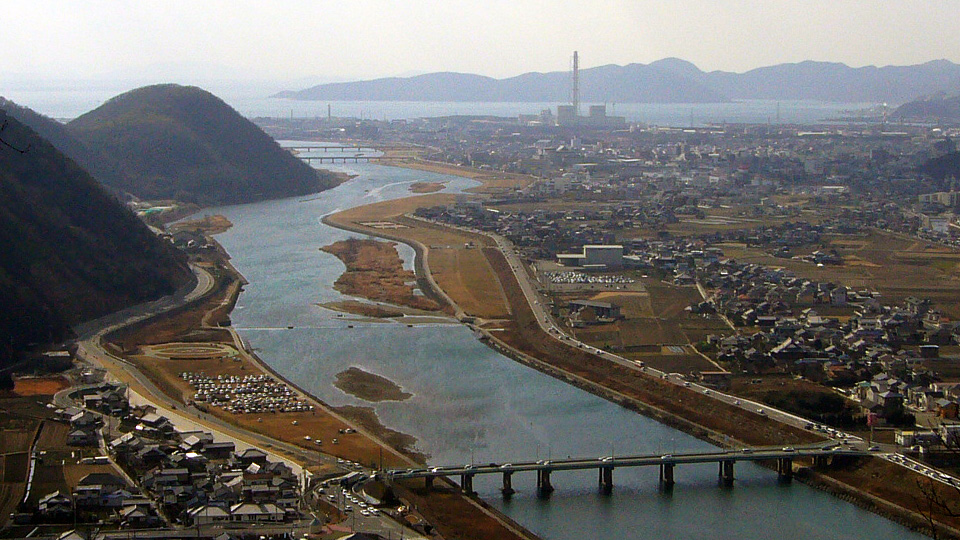
茶臼山城跡より望む（赤穂市坂越）

- 志文川：宍粟市、佐用郡佐用町（佐用町中島で合流）
- 佐用川：佐用郡佐用町（佐用町久崎で合流）
- 鞍居川：赤穂郡上郡町（赤穂郡上郡町上郡で合流）。播磨科学公園都市。
- 安室川：赤穂郡上郡町（赤穂市有年楢原で合流）
- 矢野川：相生市、赤穂市（赤穂市有年横尾で合流）

## 並行する交通
流域の交通路としては、千種川本流沿いより千種川～佐用川ルートの方が、近畿・岡山と鳥取を結ぶルートとして重要視されている。

### 鉄道
- JR西日本姫新線（三日月駅～播磨徳久駅）
- 智頭急行智頭線（久崎駅～上郡駅）
- JR西日本山陽本線（上郡駅～有年駅）
- JR西日本赤穂線（坂越駅～播州赤穂駅）

1921年（大正10年）から1951年（昭和26年）まで、有年駅～播州赤穂駅（現在のJR播州赤穂駅とは別物）の千種川沿いを赤穂鉄道が走っていた。国鉄（当時）赤穂線開通の前日に廃止となった。

### 道路
- 国道179号（兵庫県佐用郡佐用町下徳久の地内）
- 国道373号（兵庫県佐用郡佐用町久崎～赤穂市有年原）
- 国道250号（兵庫県赤穂市高野～赤穂市南野中）

## 主な橋梁

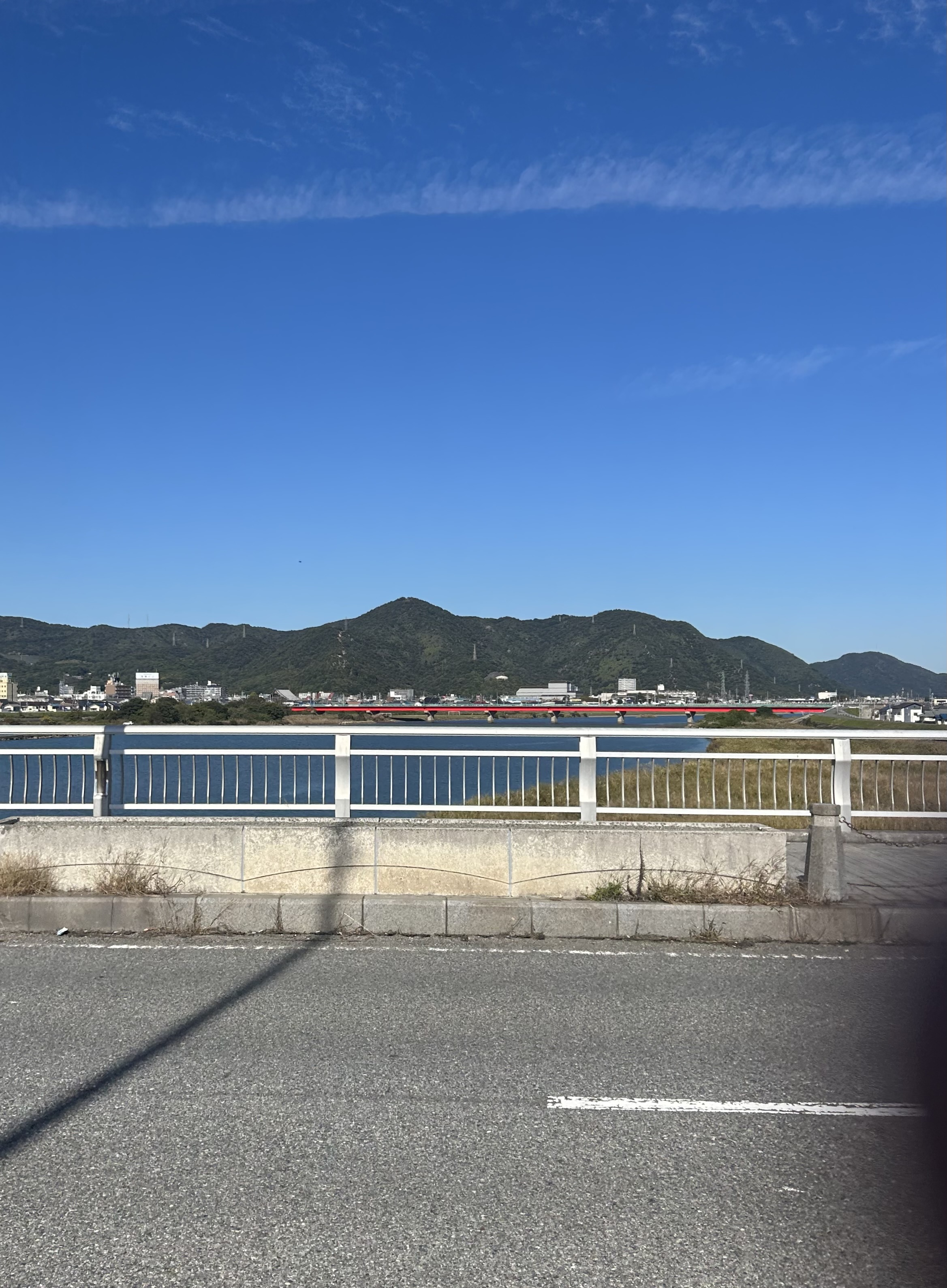
赤穂海浜大橋から見た千種川。

- 千種川水管橋
- 赤穂海浜大橋 - 県道32号線
- 新赤穂大橋
- 赤穂大橋
- 坂越橋 - 国道250号線
- 旧坂越橋（人道橋）
- 坂越大橋 - 国道250号線
- 千種川橋梁 - ＪＲ赤穂線
- 千種川橋 - 山陽自動車道
- 高雄橋 - 県道457号線
- 千種川橋梁 - 山陽新幹線
- 富原橋
- 有年橋 - 国道2号線
- 新田橋
- 楢原橋
- 上郡あゆみ橋 - 県道5号線
- 千種川橋梁 - 山陽本線
- 上郡橋 - 県道236号線
- 隈見橋
- 新田橋
- 苔縄橋
- 柏野橋
- 赤松橋
- 河野原橋
- 第一千種川橋梁 - 智頭急行智頭線
- 小赤松橋
- 双観橋 - 国道373号線
- 第二千種川橋梁 - 智頭急行智頭線
- 中渡り橋
- 平谷橋
- 石井橋
- 多賀橋 - 県道449号線
- 中島橋
- 米田橋
- 小山橋
- 千種川橋梁 - JR姫新線
- 大井田橋 - 国道179号線
- 光田橋
- 東徳久橋
- 天一神橋
- 平松橋
- 隅見橋
- 漆野橋
- 千種川橋 - 中国自動車道
- 西下野大橋 - 県道53号線
- 無名橋
- 小松原橋
- 湯田橋 - 県道443号線
- 月の瀬橋
- 井の原橋
- 城戸橋
- 長林橋
- 善吉橋
- 大橋 - 県道72号線
- 名目津和橋
- 阿踏橋 - 県道72号線
- 無名橋
- 宮前橋
- 猶原橋
- 七野大橋
- 門田橋
- 宝橋 - 国道429号線
- 杉谷橋
- 荒神橋
- 清水橋
- 松の木橋 - 県道72号線
- 新橋 - 県道72号線
- 新大橋 - 県道72号線
- 池田橋

## 流域の観光地
- 兵庫県立赤穂海浜公園：河口にある塩田跡地。
- ちくさ高原